# Найшуллер Ілля Вікторович
Ілля Вікторович Найшуллер (нар. 19 листопада 1983, Москва) — російський кінорежисер, кіноактор, продюсер, сценарист, а також фронтмен інді-рок-групи Biting Elbows.

## Біографія
Народився 19 листопада 1983 року в Москві. Батько — олігарх Віктор Найшуллер. З 8 до 14 років навчався в Лондоні. Після повернення в Росію закінчив Британську міжнародну школу в Ясенево. Вищої освіти не має. Найшуллер кинув Інститут телебачення і радіомовлення, потім вступив до університету в штаті Нью-Йорк, але його теж не закінчив. У 2008 році заснував російську інді-рок-групу Biting Elbows, у складі якої випустив два студійних альбоми.
У березні 2013 року зрежисирував відеокліп Biting Elbows «Bad Motherfucker» на YouTube, сумарна кількість переглядів якого перевищила 40 мільйонів.
У 2015 році зняв за власним сценарієм бойовик «Хардкор» з Шарлто Коплі, Гейлі Беннетт, Данилом Козловським, Дариною Чарушею і Світланою Устиновою, який також сам і спродюсував, а також виступив як один з режисерів серіалу «Барвіха».
У 2016 році зняв кліп на пісню The Weeknd «False Alarm», а в 2017 році — на пісню групи «Ленінград» «Кольщик».
З літа 2010 року одружений з акторкою Дариною Чарушею.
За підсумками вихідних 26-28 березня 2021 року бойовик «Ніхто» (Nobody) режисера посів перше місце за зборами в прокаті в США. Фільм заробив $6,7 млн при показі у 2460 американських кінотеатрах. «Ніхто» став першим фільмом російського режисера, який очолив американський прокат.

## Фільмографія

### Актор
- 2014 — Все і одразу — зброяр
- 2015 — Хардкор — Тимофій / особа Генрі у відображенні
- 2021 — Ніхто — кілер, убитий батьком Хітча

### Режисер

#### Кіно
- 2009 — Барвиха
- 2015 — Хардкор
- 2018 — Карамора (пілотна серія)
- 2021 — Ніхто
- 2025 — Глави держав

#### Кліпи
- 2010 — Biting Elbows — Dope Fiend Massacre[14]
- 2011 — Biting Elbows — The Stampede[15]
- 2012 — Biting Elbows — Toothpick[16]
- 2013 — Biting Elbows — Bad Motherfucker[17]
- 2016 — The Weeknd — False Alarm[18]
- 2017 — Ленінград — Кольщик[19]
- 2017 — Ленінград — Вояж[20]
- 2018 — Ленінград — Жу-Жу (за участю глюк'oza і ST)
- 2018 — Ленінград — Цой
- 2019 — Biting Elbows — Heartache
- 2019 — Biting Elbows — Control
- 2021 — Biting Elbows — Boy is dead

### Продюсер
- 2015 — Хардкор
- 2018 — Я худну
- 2019 — Марафон бажань
- 2021 — Серж Танкян — Elasticity